# Syzygium dictyoneurum
Syzygium dictyoneurum là một loài thực vật có hoa trong Họ Đào kim nương. Loài này được Diels miêu tả khoa học đầu tiên năm 1922.